# Irné Herbst
Pour les articles homonymes, voir Herbst.

a Compétitions nationales et continentales officielles uniquement.

b Matchs officiels uniquement.
Dernière mise à jour le 29 décembre 2024.
Irné Herbst, né le 4 mai 1993 à Witbank (Afrique du Sud), est un joueur sud-africain de rugby à XV jouant au poste de deuxième ligne aux Harlequins.

## Biographie
Irné Herbst naît à Witbank en Afrique du Sud. Son père jouait au poste de pilier droit pour les Pumas. En 2011, il joue la Craven Week avec les Blue Bulls.
En 2013, il est sélectionné avec l'équipe d'Afrique du Sud des moins de 20 ans pour le Championnat du monde junior. L'année d'après, il joue d'abord la Varsity Cup (en) avec les Up Tuks. Ensuite, il remporte le championnat provincial des moins de 21 ans avec les Blue Bulls en battant la Western Province en finale.
Irné Herbst fait ses débuts professionnels avec les Blue Bulls contre la Western Province en 2016 durant la Currie Cup.
En 2017, il est intégré à l'effectif des Southern Kings pour le Super Rugby.
Après cette saison de Super Rugby, il rejoint le Benetton Trévise dès la saison 2017-2018 et y joue jusqu'en 2022.
Au mois de mai 2022, il s'engage aux Harlequins en Angleterre à partir de la saison 2022-2023.